# Forráskút
Forráskút là một thị trấn thuộc hạt Csongrád, Hungary. Thị trấn này có diện tích 36,67 km², dân số năm 2010 là 2350 người, mật độ 64 người/km².